# Liste des évêques de Saint-Paul-Trois-Châteaux
La liste des évêques de Saint-Paul-Trois-Châteaux recense le nom des évêques qui se sont succédé sur le siège du diocèse de Saint-Paul-Trois-Châteaux, dans la région historique du Tricastin dans la vallée du Rhône, en frontière des départements actuels de la Drôme et du Vaucluse, en France. La ville de Saint-Paul-Trois-Châteaux était le siège de l'évêché.
Le diocèse est uni, de 830/39 à 1085, puis de 1098 à 1107, à celui d'Orange. En 1911, l'évêque de Valence est autorisé à joindre à son titre celui de Saint-Paul-Trois-Châteaux ainsi que celui de Die.

## Évêques légendaires et premiers évêques
L'historien Louis Duchesne (1907) indique que « Des dix évêques que le Gallia Christiana place avant Florentius, le deuxième, Justus, doit être effacé sans hésitation […]. Les neuf autres sont des saints honorés dans le pays ». Il précise par ailleurs que « de tout ce groupe, le seul personnage qui puisse être introduit avec confiance dans la série épiscopale est saint Paul, le patron de la ville. »
- (?) : Saint Restitut (Restitutus), évêque légendaire, célébré le 7 novembre[1].
  - Saint Just (Justus), évêque légendaire.
donné comme martyre pendant une incursion des Alamans, conduits par Crocus. Toutefois selon Duchesne (1907) « Justus, doit être effacé sans hésitation, car il n'est connu que par un faux de Polycarpe »[1].
- (?) : Saint Sulpice (Sulpicius), évêque légendaire[1].
- (?) : Saint Eusèbe (Eusebius), évêque légendaire, célébré le 23 mars[1]
- (?) : Saint Torquat (Torquatus), évêque légendaire, célébré le 31 janvier[1].
- v. 374 : Saint Paul (Paulus, † v. 412), célébré le 1er février[1].
  - Premier évêque attesté dans le Tricastin, souscripteur du deuxième concile de Valence en 374. Saint patron et à l'origine de la ville des Tricastins[2].
- (?) : Saint Boniface (Bonifatius), évêque légendaire[1].
- (?) : Saint Amant (Amantius), évêque légendaire, célébré le 6 février[1].
- (?) : Saint Castorin (Castorinus), évêque légendaire[1].
- (?) : Saint Michel  (Michael), évêque légendaire[1].
- v. 517/523 : Florent (Florentius).
présent au concile d'Épaone (517), puis au synode provincial de Lyon (entre 517/518 et 523)[2].
- v. 527/541 : Héraclius (Heraclius)
présent aux synodes provinciaux de 527, 529, 533, ainsi qu'au concile d'Orléans de 541[2].
- v. 570 : Victor.
représenté au synode de Lyon (570), au concile de Paris (573) ainsi qu'au Premier concile de Mâcon (581)[2].
- v. 584/585 : Eusèbe II (Eusebius).
signataire au concile de Valence (584), au Second concile de Mâcon (585)[2].
- v. 614 : Agricole (Agricola).
présent au concile de Paris (614)[2].
- v. 650 : Betton (Betto, Berto)[2].
présent au concile de Chalon (650)[2].

Aucun autre n'est connu jusqu'au IXe siècle.

## Évêques d'Orange et de Saint-Paul-Trois-Châteaux (IXeauXIesiècle)
Sous le règne du carolingien, Louis le Pieux, les Églises de Saint-Paul-Trois-Châteaux et d'Orange sont unies, par décret du pape Grégoire IV, jusqu'en 1085 puis de 1098 à 1107.
- 830 — 839 : Boniface  (Bonifacius) Ier.
Premier évêque des diocèses unis d'Orange et de Saint-Paul-Trois-Châteaux, par décision du pape Grégoire IV. Il est connu dans le décret d'élection de son successeur[2].
- 839 — … : Laudoneus (Laudo).
premier évêque élu par le clergé et le peuple, le mercredi des Cendres 839[2].
- v. 850 Pons (Pontius) Ier* († 855).
cité pour la première fois en juin 850.
- 879 : Gémard (Germardus) Ier[2].
- 860 : Boniface  (Bonifacius) II*.
- 866 : Oldaricus Ier*.
- 879 : Gémard (Gémardus) II*
assiste au concile de Mantaille (Dauphiné), sous l'appellation d'évêque d'Orange.
- 883 : Géraud Ier*.
- 896 : Géraud II*.
- 899 : Bonnaricus Ier*.
- (?) : Ebroïn* (Ebroïnus), se démit en 910
- 914 : Pons (Pontius) II*.
- 930 Bonnaricus II*.
- 940 : Salitoneus*.
- 952 : Ingelbertus*.
- 968 : Richard*.
- 980 : Segaldus*.
- 994 : Bertrand* (Bertrandus).
- 1005 : Aldebrand Ier*.
- 1020 : Berniconius*.
- 1026 : Aldebrand II*.
- 1032 : Pons (Pontius) III d'Orange*.
- 1040 — 1056 : Uldaricus ou Oldaricus II*[4].
- 1060 — 1085 : Géraud (Géraldus) I* [d'Asteri]. 
assiste au concile d'Avignon de 1060 et voit le prince d'Orange Bertrand Ier, probablement irrité du transfert du siège à St-Paul, réclamer vainement au pape Alexandre II la dissociation des deux diocèses ou le retour du siège commun à Orange.

## Évêques du nouveau diocèse (XIeauXVIIIesiècle)
- 1085 — 1112 : Pons (Pontius) III [Port], premier évêque du nouveau diocèse de St Paul.
réclamant et obtenant du pape Pascal II le retour sous son autorité du diocèse d'Orange en 1101, décision annulée par le même en 1106[5].
- 1112 — 1119 : Aimar (Aimarus) Adhémar de Monteil.
- Pons de Grillon 1134 — 1136 (abs. G.C.).
Donne aux Templiers un établissement à Grillon et inspire Hugues de Bourbouton à en faire autant.
- Géraud II 1138 — 1147 (abs. G.C.).
- … : Guillaume (Guillelmus) [Hugues] († 1179).
- 1179 — 1206 : Bertrand (Bertrandus) II de Pierrelatte.
- 1206 — 1211 : Gaucerand (Gaucerandus).
- 1211 — 1230/33 : (démission) : Geoffroy (Gaufridus I) de Vogüé.
- 1233 — 1251 : Laurent (Laurentius I).
- 1251 — 1286 : Bertrand (Bertrandus) III de Clansayes
- 1288 — 1292 : Benoît
- 1293 — 1309 : Guillaume d'Aubenas[6]
- 1310 — 1328 : Dragonet de Montauban[7]
- 1328 — 1348 : Hugues Aimery[8], parfois dit Hugues Adhémar[9].
- Guillaume Guitard 1348-1349
- Jean Coci 1349-1364
- Jacques Artaud 1364-1367
- Raymond-Geoffroy de Castellane 1367-1378
- Adhémar Fabri dit de La Roche 1378-1385
- Jean de Murol 1385-1388, cardinal et seulement administrateur
- Dieudonné d'Estaing 1388-1411
- Hugues de Theissiac 1411-mort en 1448
- Pons de Sade 1444-1445, seulement coadj.
- Romanet Velheu 1445-1449, seulement coadj.
- Jean de Segóvie 1449-1450
- Étienne Genevès 1450-1473
- Ysembert de Laye 1473-1478
- Astorge Aimery 1478-1480
- Jean Sirac, parfois de Sirac (Siret, Sirat) (†1482) 1480-1482, chartreux[10]
- Guillaume Adhémar de Monteil de Grignan, troisième fils de Giraud XII, dix-huitième baron de Grignan, nommé en 1483 recteur du Comtat Venaissin par le pape Sixte IV, mort vers 1516[11], 1482-1516.
- Jacques de Vesc 1516, elect, non confirmé
- Antoine de Lévis 1516-1526
- Michel d'Arande 1526-1539
- Jean de Joly de Choin[12] 1539-1579
- Thomas Pobel 1579-1582
- Jean-Baptiste Legras 1583
- Antoine Gaume 1585-1598
- Antoine de Cros 1600-1630
- François Adhémar de Monteil 1630-1645, ensuite archevêque d'Arles
- Jacques Adhémar de Monteil 1645-1657
- Claude Ruffier 1657-1674
- Luc d'Aquin 1674-1680
- Louis d'Aube de Roquemartine 1682-1713
- Joseph de Maurel du Chaffaut 1714-1717
- Claude de Simiane de Gordes 1717-1743
- Pierre-François-Xavier de Reboul de Lambert 1743-1791, dernier évêque de Saint-Paul-Trois-Châteaux de l'Ancien régime.

## Période révolutionnaire
Le diocèse est supprimé par la Constitution civile du clergé, en 1790. Le dernier évêque, Pierre-François-Xavier de Reboul de Lambert, refuse de partir et se maintient jusqu'à sa mort en 1791. 
Le diocèse n'a pas été recréé avec le régime concordataire ni par la suite.Le siège est depuis réuni au diocèse de Valence (dont l'évêque porte le titre d’évêque de Valence, Die et Saint-Paul-Trois-Chateaux Diocesis Valentinensis, Diensis et Tricastinensis). 